# Glenea transversefasciata
Glenea transversefasciata là một loài bọ cánh cứng trong họ Cerambycidae.